# Ліберті Тауншип (округ Сентер, Пенсільванія)
Ліберті Тауншип (англ. Liberty Township) — селище (англ. township) в США, в окрузі Сентр штату Пенсільванія. Населення — 1815 осіб (2020).

## Демографія
Згідно з переписом 2010 року, у селищі мешкало 2118 осіб у 836 домогосподарствах у складі 606 родин. Було 1070 помешкань
Расовий склад населення:
| - 98,7 % — білих - 0,4 % — корінних американців - 0,3 % — азіатів |

До двох чи більше рас належало 0,4 %. Частка іспаномовних становила 0,7 % від усіх жителів.
За віковим діапазоном населення розподілялося таким чином: 22,9 % — особи молодші 18 років, 62,4 % — особи у віці 18—64 років, 14,7 % — особи у віці 65 років та старші. Медіана віку мешканця становила 41,1 року. На 100 осіб жіночої статі у селищі припадало 103,1 чоловіків;  на 100 жінок у віці від 18 років та старших — 102,1 чоловіків також старших 18 років.
Середній дохід на одне домашнє господарство  становив 56 370 доларів США (медіана — 44 219), а середній дохід на одну сім'ю — 69 006 доларів (медіана — 58 795). Медіана доходів становила 32 398 доларів для чоловіків та 30 719 доларів для жінок. За межею бідності перебувало 4,6 % осіб, у тому числі 1,9 % дітей у віці до 18 років та 6,8 % осіб у віці 65 років та старших.
Цивільне працевлаштоване населення становило 1059 осіб. Основні галузі зайнятості: виробництво — 20,3 %, освіта, охорона здоров'я та соціальна допомога — 17,3 %, роздрібна торгівля — 12,8 %, будівництво — 12,7 %.